# DDR-Oberliga 1951/52
In 1951/52 werd het derde seizoen van de DDR-Oberliga gespeeld, de hoogste klasse van de DDR. BSG Turbine Halle werd kampioen. Het seizoen begon op 29 augustus 1951 en eindigde op 11 mei 1952. 

## Seizoensverloop
Turbine Halle werd met vier punten voorsprong op SG VP Dresden kampioen. In het begin van het seizoen waren Rotation Dresden en Motor Zwickau zware concurrenten maar door een minder sterke terugronde moesten ze de rol aan de top lossen. 
Net als vorig jaar werd Pankow afgetekend laatste. Promovendus Motor Wismar, dat zijn thuiswedstrijden in Rostock speelde, degradeerde ook. Andere promovendus Wismut Aue werd de verrassing van het seizoen en stond een tijdje derde, maar eindigde dan op de zevende plaats. 
Er kwamen 3.620.000 toeschouwers kijken naar de 342 Oberligawedstrijden wat neerkomt op 10.585 toeschouwers per wedstrijd. De wedstrijd met de meeste toeschouwers was de derby tussen Rotation Dresden en VP Dresden op 2 maart 1952 met 50.000 supporters. 

### Eindstand
|     | Club                         | Wed | W  | G  | V  | Saldo | Ptn |
| --- | ---------------------------- | --- | -- | -- | -- | ----- | --- |
| 1.  | BSG Turbine Halle            | 36  | 21 | 11 | 4  | 80:42 | 53  |
| 2.  | SG Volkspolizei Dresden      | 36  | 23 | 3  | 10 | 79:53 | 49  |
| 3.  | BSG Chemie Leipzig (K)       | 36  | 19 | 9  | 8  | 90:53 | 47  |
| 4.  | BSG Rotation Dresden         | 36  | 19 | 8  | 9  | 73:44 | 46  |
| 5.  | BSG Motor Zwickau            | 36  | 17 | 11 | 8  | 71:50 | 45  |
| 6.  | BSG Rotation Babelsberg      | 36  | 18 | 6  | 12 | 75:58 | 42  |
| 7.  | BSG Wismut Aue (N)           | 36  | 15 | 10 | 11 | 75:62 | 40  |
| 8.  | BSG Turbine Erfurt           | 36  | 17 | 5  | 14 | 58:47 | 39  |
| 9.  | BSG Aktivist Brieske-Ost     | 36  | 16 | 6  | 14 | 72:74 | 38  |
| 10. | BSG Lokomotive Stendal       | 36  | 16 | 5  | 15 | 70:69 | 37  |
| 11. | BSG Motor Oberschöneweide    | 36  | 14 | 7  | 15 | 53:66 | 35  |
| 12. | BSG Motor Dessau             | 36  | 14 | 6  | 16 | 67:69 | 34  |
| 13. | BSG Stahl Thale (B)          | 36  | 12 | 7  | 17 | 52:59 | 31  |
| 14. | BSG Motor Gera               | 36  | 11 | 9  | 16 | 56:72 | 31  |
| 15. | SV Vorwärts HVA Leipzig (N)* | 36  | 10 | 10 | 16 | 57:60 | 30  |
| 16. | BSG Fortschritt Meerane      | 36  | 10 | 6  | 20 | 66:89 | 26  |
| 17. | BSG Motor Wismar (N)         | 36  | 10 | 4  | 22 | 55:77 | 24  |
| 18. | BSG Stahl Altenburg          | 36  | 8  | 5  | 23 | 46:95 | 21  |
| 19. | BSG Einheit Pankow           | 36  | 5  | 6  | 25 | 38:94 | 16  |

| (K) | Titelverdediger            |
| (B) | Bekerwinnaar vorig seizoen |
| (N) | Gepromoveerd               |

## Naamswijzigingen
| Naam voor het seizoen            | Wijziging in                                              | Wijziging in        | Wijziging in |
| Naam voor het seizoen            | Tijdens het seizoen                                       | Na het seizoen      |              |
| -------------------------------- | --------------------------------------------------------- | ------------------- | ------------ |
| BSG Zentra Wismut Aue            | BSG Wismut Aue                                            |                     |              |
| BSG Anker Wismar                 | BSG Motor Wismar                                          |                     |              |
| BSG Stahl Altenburg              |                                                           | BSG Motor Altenburg |              |
| SV Volkspolizei Vorwärts Leipzig | SV Vorwärts der HVA* Leipzig * Hauptverwaltung Ausbildung |                     |              |

## Topschutters

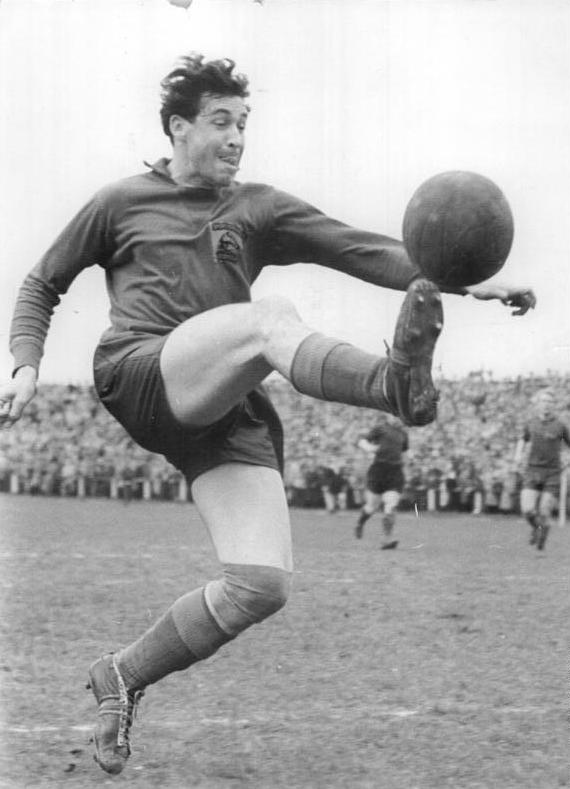
Topschutter Rudolf Krause

Er vielen 1.233 goals wat neerkomt op 3,60 per wedstrijd. De hoogste zeges behaalden Motor Dessau met 9:0 tegen Einheit Pankow op 29 augustus 1951 en Rotation Dresden tegen Motor Gera op 30 september 1951. Er vielen ook negen goals in de wedstrijden Fortschritt Meerane - Aktivist Brieske Ost (7:2) op 30 november 1951, Chemie Leipzig - Fortschritt Meerane (8:1) op 16 december 1951 en Turbine Erfurt - Motor Gera (7:2) op 3 februari 1952.
|    | Speler           | Club                    | Goals |
| -- | ---------------- | ----------------------- | ----- |
| 1. | Rudolf Krause    | BSG Chemie Leipzig      | 27    |
| 1. | Kurt Weißenfels  | BSG Lokomotive Stendal  | 27    |
| 3. | Johannes Schöne  | BSG Rotation Babelsberg | 25    |
| 4. | Gerhard Hänsicke | SG Volkspolizei Dresden | 24    |
| 4. | Wolfgang Stops   | BSG Turbine Halle       | 24    |